# Cuenta mancomunada
Una cuenta mancomunada, cuenta conjunta o cuenta cotitular es un tipo de cuenta bancaria que posee al menos dos o más titulares, ya sean personas naturales o entidades. Es usada frecuentemente para situaciones de cercanía entre los propietarios de las cuentas, como cónyuges o parejas de hecho que cohabitan un mismo hogar, como también para sociedades comerciales.

## Generalidades
Normalmente cualquiera puede depositar fondos a este tipo de cuenta, pero al momento de abrirla, los titulares deben declarar si ambos pueden hacer giros de dinero libremente o si se requiere el consentimiento previo de las otras partes para ello, así como también otras condiciones o garantías que el banco ofrece a este tipo de cuentas, siguiendo también las disposiciones legales. Generalmente se encuentran asociadas a una cuenta de ahorro, una cuenta corriente y al uso de dos o más tarjetas de débito. 
Una cuenta conjunta no es lo mismo que agregar a una persona autorizada para hacer retiros de fondos, mediante un mandato o poder, o por alguna otra disposición legal, que es más limitado que un titular de cuenta y se encuentra restringido a plazos de tiempo, número de transacciones y montos de dinero; así como tampoco es un titular adicional, como ocurre en algunos casos con las tarjetas de crédito. Para propósitos tributarios, las cuentas cotitulares se encuentran sujetas a obligación conjunta, por lo que cada titular solo debe responder por la parte que le corresponde para tales fines.
Si uno de los titulares fallece, los fondos se encuentran sujetos regularmente a las leyes sobre herencias y no pueden ser tomados por los otros titulares, a menos que haya quedado previa y expresamente estipulado, siempre sujeto a la normativa y legislación de la jurisdicción a la que se encuentre.